# Bábak
Bábak (arabul بابك [Bābak]; Bilálábád, 790-es évek – Szamarra, 838. január 7.) a hurramita vallási irányzat vezetője, aki mintegy húsz éven keresztül tartó lázadást vezetett a történelmi Ádzarbajdzsán (a mai Északnyugat-Irán és Azerbajdzsán) területén az Abbászida Kalifátus ellen. A Bábak név a perzsa Pápak arabosított változata; egy forrás szerint személyneve eredetileg Haszan volt. Irányzata miatt arabul al-Hurraminak (الخرمي [al-Ḫurramī]) nevezik, a később megjelenő perzsa változatokban pedig Horraminak (خرمي [Ḫorrami]) vagy a vallás megnevezését átvéve Horramdinnak (خرمدین [Ḫorramdin]) hívják.

## Származása, ifjúkora
Bábak életéről számos ellentmondó információ maradt ránk, ráadásul mind a Bábakkal és irányzatával szemben ellenséges szerzők tollából származik. Apja talán iraki (madáini vagy szavádi) származású olajkereskedő lehetett, aki Ádzarbajdzsánba települt, más források viszont csavargónak nevezik; nevét illetően az Abdalláh, a Mirdász, a Matar, a Mutahhar és az Ámir ibn Ahad változat ismeretes. Édesanyja, akit talán Máhrunak hívtak, több szerző szerint félszemű volt. Apja, aki egyesek szerint a karizmatikus horászáni misszionárius, Abu Muszlim unokája volt, korán meghalt, Bábak pedig tehenekre vigyázott, majd felnőve Tabrizba ment, ahol egy helybéli arab földesúr szolgálatába állt. Tizennyolc éves korában hazatérve egy hurramita vezető, Dzsávídán ibn Szahrak (vagy Ibn Sahrak vagy Ibn Szahl) figyelt fel rá és szolgálatába állította al-Baddz vidékén (az Araksztól délre, a mai Kalibar falu közelében, Irán Kelet-Azerbajdzsán tartományában) fekvő, hegyvidéki birtokain. A csoportot 807/808–816/817 között vezető Dzsávídán mellett Bábak maga is csatlakozott az irányzathoz.

## A felkelés
Dzsávídán halálakor Bábak feleségül vette annak özvegyét és bejelentette, hogy mestere lelke átvándorolt belé, így átvette az irányítást a hurramiták felett. Irányítása alatt az addig békés hurramita közösség agresszív, fegyveres csoporttá vált, amely várakat és településeket foglalt el, és nyíltan elutasította a bagdadi kalifák fennhatóságát és az arabok dominanciáját. A források 816/17-re datálják a lázadás kirobbanását, amit megkönnyített, hogy al-Mamún kalifa (813–833) még mindig nem tudta teljesen stabilizálni hatalmát fivére, al-Amín legyőzése után. Egyesek az örmény területek helytartója, Hátim ibn Harszama tervezett, de a szervező halála miatt meghiúsult lázadásával is kapcsolatba hozzák Bábak híveinek fellépését.
Al-Mamún csak 819-ben települt Bagdadba a horászáni Mervből, és 819/820 folyamán hadjáratot is indított Bábak ellen Jahja ibn Muádz vezetésével, aki több csatát vívott az egyre nagyobb támogatottságot élvező lázadók ellen, de nem ért el sikert ellenük. A kalifa ezt követően komoly figyelmet szentelt a felkelésnek, és időről időre jelentős erőket küldött a leverésére, ám sikertelenül, ami jórészt annak volt köszönhető, hogy Bábak híveinek központja, al-Baddz rendkívül nehezen megközelíthető helyen, magas hegyek között feküdt. Mindjárt az első hadjáratot követő évben Armínija és Ádzarbajdzsán helytartója, Ísza ibn Muhammad ibn Abi Hálid támadt Bábak ellen, de egy hegyszorosban seregét szétverték. A 825/826 során kinevezett Zurajk ibn Ali ibn Szadaka és hadvezére, Ahmad ibn Dzsunajd al-Iszkáfi sem járt jobban: utóbbit elfogták, előbbi pedig nem csak nem folytatta a háborút, de maga is fellázadt. 827/828-ban Muhammad ibn Humajd at-Túszi indult meg rendet teremteni: Zurajkot le is győzte, majd hat hónapos csatározást követően, 829-ben ő is egy szorosban esett csapdába, ahol seregét szétverték, és ő maga is meghalt.
Az új helytartó, a Dzsibált is igazgató Ali ibn Hisám számos visszaélést követett el a lakosság ellen, ráadásul a híradások szerint maga is szimpatizált Bábakkal, ezért elfogták és 832-ben kivégezték Bagdadban. Al-Mamún ekkor a táhirida Táhir ibn Ibráhímra bízta a Dzsibált és a lábukat ott is megvető hurramiták elleni harcot, de a kalifa bizánci hadjárata miatt ő nem kezdhetett nagyobb hadműveletekbe.

## Bábak bukása

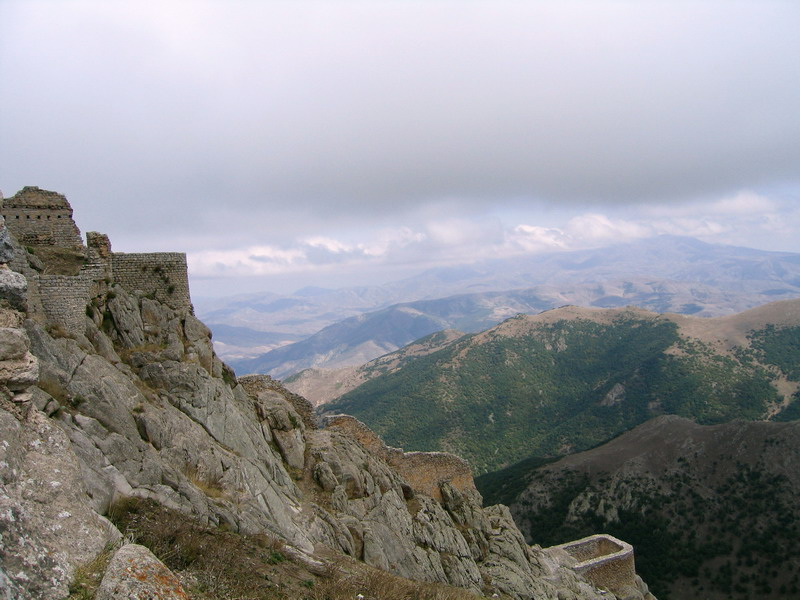
Bábak vára (a középkori al-Baddz) és a körülötte elterülő hegyvidék

Al-Mamún a hadjáraton megbetegedett és meghalt. Halálos ágyán örököse, az al-Mutaszim nevet felvevő öccse lelkére kötötte, hogy minden erejével igyekezzen legyőzni Bábakot, aki addigra közvetlen ellenőrzése alá vonta a Kaszpi-tengertől Nahicsevánig és Ardabiltól Arakszig terjedő területet, és számos követőre tett szert több perzsa tartományban is. Al-Mutaszim egyik első intézkedéseként Iszhák ibn Ibráhím ibn Muszaabot nevezte ki dzsibáli helytartónak, ő pedig szétverte a Hamadán környékén táborozó, a környékbeliekből verbuválódott hatalmas hurramita sereget. Ezzel a mozgalom terjeszkedését sikerült megállítani, és rövidesen megkezdődött a Bábak bukásával végződő hadjárat.
A kalifa 835-ben Hajdar ibn Kávúsz al-Afsínt, a közép-ázsiai Uszrúsana fejedelmét helyezte Ádzarbajdzsán élére, és rendkívüli előkészületeket tett: kirívóan nagy zsoldot szabott meg a hadvezérnek, aki mellé kiváló tiszteket rendelt, és a gyors hírközlés érdekében szokatlanul sűrű futárhálózatot létesített a front és fővárosa, Szamarra között. Eközben utasítást adott a Bábak hívei által lerombolt, Zandzsán és Ardabil közti erődök újjáépítésére, hogy így biztosítsa a sereg utánpótlását és esetleges visszavonulását. Afsín a fősereggel Ardabiltól északra, Barzandnál vert tábort, és újabb erődítményeket emelt az úton. Táborát árokkal vette körül és gondoskodott a felderítésről is, de ennek ellenére is két évig tartott a hadjárat: a síkvidéken a kalifa hadserege fölényben volt ugyan, de Bábak hívei jobbára a hegyekben maradtak, ahonnan váratlan portyákkal zaklatták Afsín katonáit és a Szamarrából rendszeresen érkező utánpótlást, valamint fosztogatták az ellátmányt.
Miután a hadjárat lassúsága miatt ellenfelei azzal is megvádolták Afsínt, hogy Bábakkal szövetkezik, a hadvezérnek 837 nyarára sikerült megközelítenie Baddzot. Bábak, miután hiába kért segítséget Theophilosz bizánci császártól (ha egyáltalán igaz a történet), szabad elvonulást kért és túszokat is hajlandó lett volna adni ennek fejében, de az Afsín seregében szolgáló önkéntesek rohamával 837. augusztus 15-én sikerült bevenni a várat. Bábak néhány családtagjával és egy testőrével együtt el tudott menekülni a hegyi ösvényeken. Az örmény területek felé indult, elutasítva a kalifa által felajánlott menlevelet, és miután útközben több kísérőjét elfogták, fivérével együtt végül a nekik menedéket adó örmény urak (Szahl ibn Szumbát és Ísza ibn Júszuf ibn Esztefánúsz) adták át Afsínnak. Bábak és fivére, Abdalláh szeptember 15-én érkezett Barzandba.

## A kivégzés
Afsín számos bábakitát ejtett foglyul, de a nőket és gyermekeket szabadon engedte, és végül csak a férfi foglyokkal vonult be Szamarrába 838. január 4-én. A kalifa és a trónörökös, a későbbi al-Vászik személyesen vonult ki a fogadására, és gazdag jutalomban részesítette. Január 7-én Bábakot egy elefánton ülve, díszes ruhában parádéztatták végig a fővároson hatalmas érdeklődés közepette (fivére egy tevén követte, szintén fejedelmi öltözékben), majd a kalifa utasítására levágták kezét és lábát, végül megcsonkított testét felakasztották a város szélén. (Később a fejét is levágták és körbehordozták a birodalom fontosabb városaiban.) A lázadó fivére hasonlóan kegyetlen halált halt néhány nap múlva Bagdadban.

## Öröksége, utóélete
Bábaknak és a hurramita mozgalomnak leverésük ellenére számos követője maradt szerte a perzsa térségben: az ún. bábakiták megváltóként (mahdi) várták vissza vezetőjüket. A 10. században több lázadásukról hallunk, és még az Ilhánidák idejéből (13–14. század) is találni rájuk vonatkozó utalásokat. A 20. századtól kezdve Bábakot mind Azerbajdzsánban, mind Iránban nemzeti hősnek tekintik. Azerbajdzsánban, a Nahicseváni Autonóm Köztársaságban a központi körzet (rajon) Bábak nevét viseli (Babək rajon).